# Zhou Guanyu
Zhou Guanyu, também conhecido como Guanyu Zhou (chinês simplificado: 周冠宇, pinyin: Zhōu Guànyǔ; Xangai, 30 de maio de 1999) é um automobilista chinês que competiu na Fórmula 1 entre 2022 e 2024 pela equipe Stake F1 Team Kick Sauber. Ele teve passagens na Fórmula 2 e na Fórmula 3 Europeia, ficando três anos nas duas categorias. Zhou ganhou o Campeonato Asiático de Fórmula 3 de 2019 pela Abu Dhabi Racing by Prema. Atualmente é piloto reserva da Scuderia Ferrari na Fórmula 1.

## Carreira

### Cartismo
Zhou começou no kart com oito anos, na China, e em 2012 se mudou para Sheffield, cidade da Inglaterra, visando avançar em sua carreira automobilística. Ele teve alguns títulos no kart, como o Super 1 National Rotax Max Junior e o Rotax Max Euro Challenge, e disputou o Campeonato Mundial de Kart em 2014, competindo contra um jovem Lando Norris.

### Fórmula 4
Zhou competiu no Campeonato Italiano de Fórmula 4 e na ADAC Fórmula 4 pela Prema Powerteam, se saindo melhor na competição italiana, na qual fez duas poles, três vitórias, todas na rodada de Monza, e mais seis pódios, sendo o vice-campeão com 223 pontos, 108 a menos do que o estoniano Ralf Aron, o campeão daquele ano. Já na ADAC, ele só fez nove corridas, dois pódios e 45 pontos, encerrando o ano em 15º.

### Fórmula 3 Europeia
Zhou também participou do Campeonato Europeu de Fórmula 3 da FIA por três anos. Ele estreou pela Motopark em 2016, sendo o 13º com 2 pódios e 101 pontos, depois foi para a Prema em 2017, quando ficou em oitavo, fez 5 pódios e 149 pontos, e seguindo na equipe italiana para 2018, onde fez três poles, venceu duas vezes, fez mais quatro pódios e somou 208 pontos, mas ficou novamente em oitavo na tabela. Entre 2018 e 2019, também trabalhou como piloto de desenvolvimento para a equipe de Fórmula E da DS Techeetah.

### Fórmula 2
Em dezembro de 2018, Zhou ingressou na UNI-Virtuosi Racing junto com Luca Ghiotto para o Campeonato de Fórmula 2 da FIA de 2019. Em seu primeiro ano, Zhou conseguiu cinco pódios e fez sua primeira pole na corrida longa de Silverstone, acumulando 140 pontos e ficando em sétimo no campeonato de pilotos. Zhou foi o melhor rookie do ano, o que lhe rendeu a honra de ser o primeiro agraciado com o Anthoine Hubert Award, prêmio dedicado ao piloto da BWT Arden que faleceu no acidente da etapa de Spa-Francorchamps meses antes.

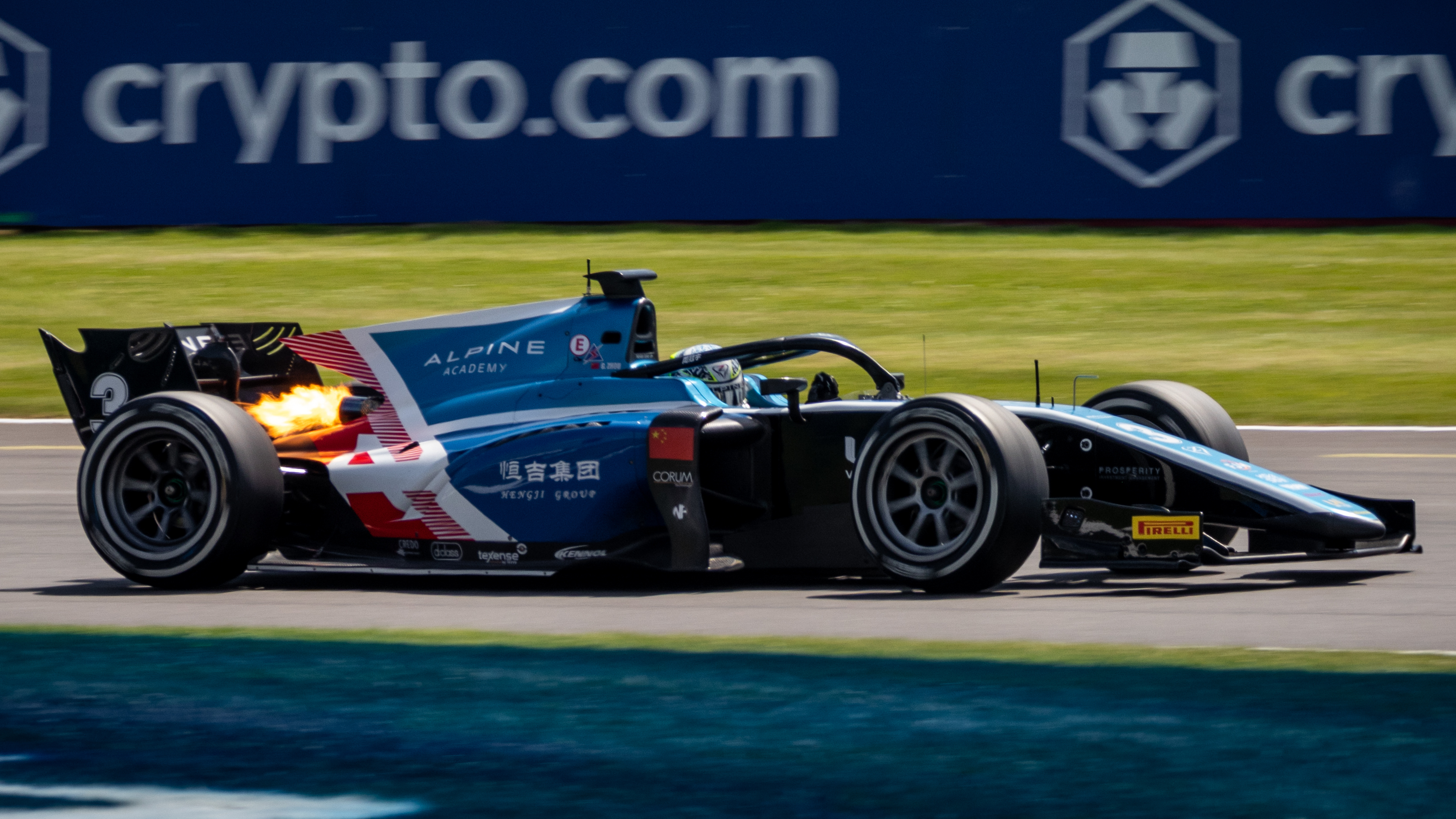
Zhou no Circuito de Silverstone em 2021

Ele permaneceu na UNI-Virtuosi para a temporada de 2020, em parceria com o membro da Ferrari Driver Academy, Callum Ilott. Zhou teve sua primeira vitória na categoria durante a corrida curta de Sochi, que lhe rendeu metade dos pontos por conta de um acidente envolvendo Jack Aitken e Luca Ghiotto, que provocou a interrupção da prova após sete voltas, e fez mais cinco pódios, encerrando o ano em sexto lugar, com 151.5 pontos.
Zhou continuou na UNI-Virtuosi para disputar sua terceira temporada na Fórmula 2, fazendo parceria com Felipe Drugovich. O chinês venceu quatro corridas, fez mais cinco pódios e chegou a ser candidato ao título, mas terminou o ano em terceiro, com 183 pontos, fazendo nove a menos do que o vice-campeão Robert Shwartzman e 69.5 a menos do que o campeão da temporada, Oscar Piastri.

### Fórmula 3 Asiática
Enquanto se preparava para sua terceira temporada na F2, Zhou disputou o Campeonato Asiático de Fórmula 3 de 2021, correndo pela Abu Dhabi Racing by Prema. O chinês teve a companhia de alguns colegas da F2, como o israelense Roy Nissani e o indiano Jehan Daruvala. Zhou disputou o título com Pierre-Louis Chovet, da Pinnacle Motorsport, e chegou a estar 32 pontos atrás dele na rodada final, mas levou a melhor após fazer duas vitórias e um segundo lugar nas três corridas restantes, enquanto Chovet, que tinha vencido seis corridas na temporada, só conseguiu dois quintos lugares e abandonou a corrida 2. Assim, Zhou se tornou campeão, com 16 pontos de vantagem para Chovet, e garantiu mais 18 pontos para sua superlicença FIA.

### Fórmula 1
Zhou foi membro da Ferrari Driver Academy entre 2014 e 2019, quando mudou para a Renault Sport Academy (Alpine Academy desde 2021). Em 2021, Ele atuou como piloto de teste da equipe de Fórmula 1 da Alpine.

#### Alfa Romeo

Zhou guiando a Alfa Romeo C42 no GP da França de 2022

Em 16 de novembro de 2021, Zhou foi anunciado como piloto da equipe Alfa Romeo para a temporada de 2022 e se tornando o primeiro chinês a ser piloto titular de Fórmula 1. Seu companheiro de equipe foi o finlandês Valtteri Bottas, oriundo da Mercedes
Logo na estreia, no Grande Prêmio do Barém de 2022, Zhou chegou na 10° posição, marcando 1 ponto. No Grande Prêmio do Canadá, conquistou 4 pontos ao chegar na 8° posição.
No Grande Prêmio da Grã-Bretanha, Zhou e outros pilotos se envolveram em um grave acidente. Logo na largada, o carro de Zhou foi arremessado para fora da pista e capotou várias vezes, só parando após ter saltado a barreira de pneus e colidido com as grades de proteção. Apesar do susto, o piloto saiu ileso. Zhou pontuou mais uma vez na Itália e encerrou o ano com seis pontos, na 18ª colocação.
O chinês repetiu o resultado na temporada 2023, fazendo pontos nas etapas da Austrália, da Espanha e do Catar, tendo terminado todas essas corridas em nono lugar.

#### Sauber
Em 14 de setembro de 2023, a Alfa Romeo anunciou que Zhou continuaria com a equipe para a temporada de 2024. Após o fim da parceria da Alfa Romeo com a Sauber no final da temporada de 2023, a equipe foi rebatizada para "Stake F1 Team Kick Sauber" para as temporadas de 2024 e 2025.

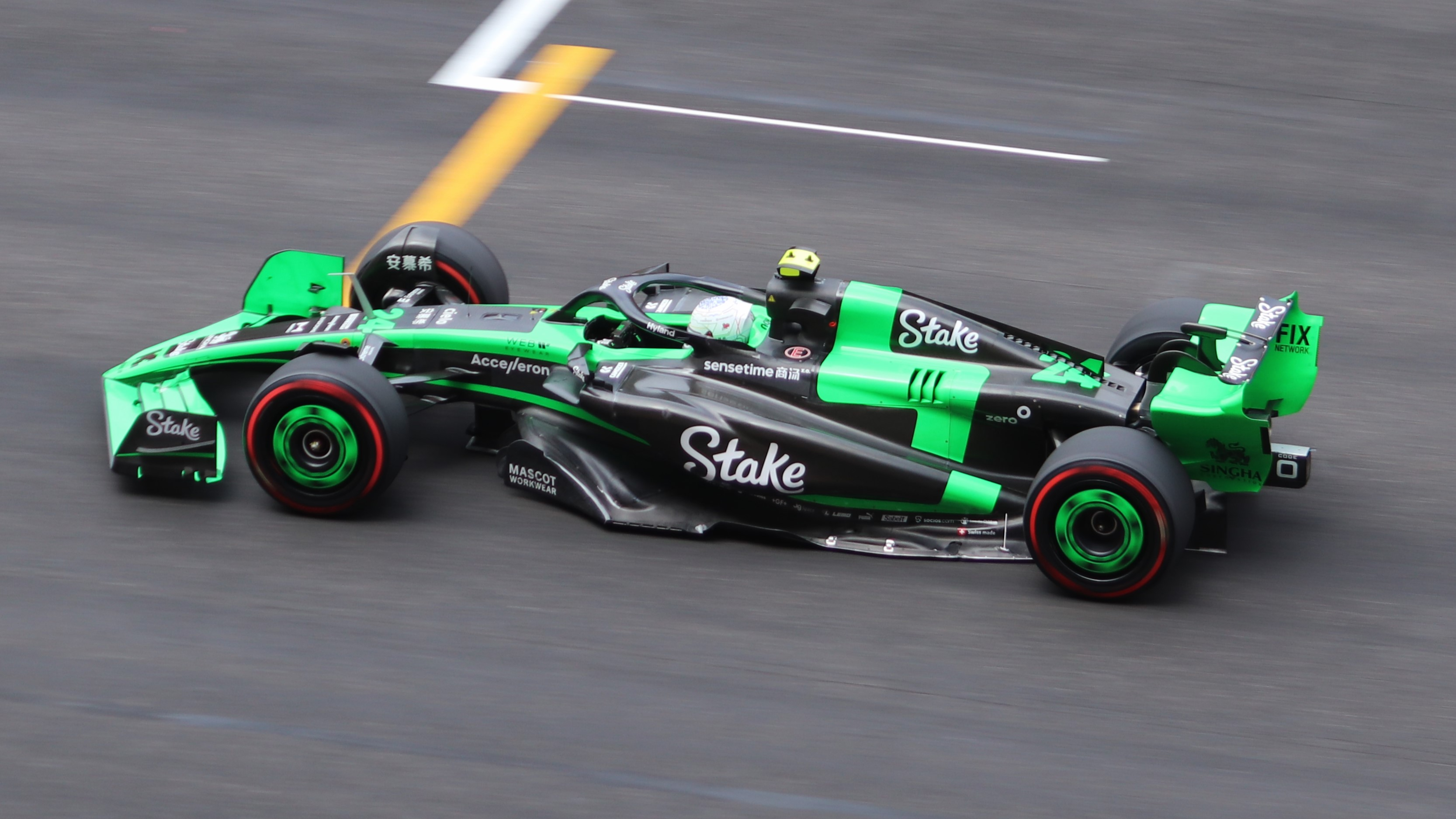
Zhou no GP da China de 2024, prova que marcou o retorno da nação asiática à categoria e a primeira vez que um piloto chinês correu em seu país

O Grande Prêmio da China de 2024 marcou a primeira vez em que o país teria um piloto "da casa" correndo em seu GP. Por conta disso, Zhou foi ovacionado durante a prova. Mesmo tendo terminado na 14ª posição, ele foi homenageado com uma placa especial para que ele pudesse estacionar no parc femmé improvisado, como se costuma fazer com os três pilotos que vão ao pódio. Emocionado, Zhou declarou que ser o primeiro piloto chinês a correr na F1 e a participar do GP da China significava muito para ele, e que esse momento era a realização de um sonho de infância. Depois, o próprio piloto divulgou uma foto dele mesmo com apenas cinco anos assistindo ao GP da China de 2004, prova vencida pelo brasileiro Rubens Barrichello, da Ferrari.
Em novembro de 2024, dias após o Grande Prêmio de São Paulo, a Sauber confirmou os rumores de que dispensaria Zhou e seu companheiro Valtteri Bottas ao final da temporada.
Em 5 de fevereiro de 2025 foi anunciado como piloto reserva da Scuderia Ferrari na temporada de 2025 da Fórmula 1

## Vida Pessoal
Zhou é um grande fã de basquete, especialmente do jogador Kobe Bryant. A escolha do número 24 na Fórmula 1 foi uma forma de homenagear o ídolo. Ele vem de família rica, deixou a China aos doze anos para estudar no Reino Unido e iniciar sua jornada no mundo do automobilismo, e contou com forte apoio de patrocinadores de seu país natal para progredir na carreira. Em 2024, Zhou ganhou um documentário dedicado à sua trajetória, chamado "The First One" e lançado nos cinemas chineses no dia 19 de abril, próximo à data do GP da China de F1.
O piloto chinês já relatou em entrevistas ter sofrido com comentários preconceituosos e racistas por conta de sua nacionalidade, considerando que os críticos menosprezavam sua trajetória. Zhou chegou a comparar sua carreira com a de Oliver Bearman, afirmando que teve resultados mais expressivos em seu último ano na F2, enquanto o britânico, que estava fora do Top-10 da F2 no momento da entrevista, era elogiado, o que para Zhou, comprovava que a xenofobia era forte no mundo do automobilismo de elite, e que isso "era difícil de mudar" quando se tratava de um asiático.

## Registros na carreira

### Sumário
| Temporada | Categoria                            | Equipe                       | Corridas                  | Vitórias                  | Poles                     | V.M.R.                    | Pódios                    | Pontos                    | Classificação             |
| --------- | ------------------------------------ | ---------------------------- | ------------------------- | ------------------------- | ------------------------- | ------------------------- | ------------------------- | ------------------------- | ------------------------- |
| 2014      | Troféu Italiano de Inverno Fórmula 4 | Prema Powerteam              | 2                         | 0                         | 0                         | 0                         | 2                         | N/A                       | N/A                       |
| 2015      | Campeonato Italiano de Fórmula 4     | Prema Powerteam              | 21                        | 3                         | 2                         | 0                         | 9                         | 223                       | 2.º                       |
| 2015      | ADAC Fórmula 4                       | Prema Powerteam              | 9                         | 0                         | 0                         | 0                         | 2                         | 45                        | 15.º                      |
| 2016      | Fórmula 3 Europeia da FIA            | Motopark                     | 30                        | 0                         | 0                         | 0                         | 2                         | 101                       | 13.º                      |
| 2016      | Masters of Formula 3                 | Motopark                     | 1                         | 0                         | 0                         | 1                         | 0                         | N/A                       | 16.º                      |
| 2016      | Grande Prémio de Macau               | Motopark                     | 1                         | 0                         | 0                         | 0                         | 0                         | N/A                       | 15.º                      |
| 2016      | Toyota Racing Series                 | M2 Competition               | 15                        | 1                         | 0                         | 1                         | 4                         | 685                       | 6.º                       |
| 2017      | Fórmula 3 Europeia da FIA            | Prema Powerteam              | 30                        | 0                         | 0                         | 0                         | 5                         | 149                       | 8.º                       |
| 2017      | Grande Prémio de Macau               | Prema Powerteam              | 1                         | 0                         | 0                         | 0                         | 0                         | N/A                       | 8.º                       |
| 2017–18   | Fórmula E                            | Techeetah                    | Piloto de desenvolvimento | Piloto de desenvolvimento | Piloto de desenvolvimento | Piloto de desenvolvimento | Piloto de desenvolvimento | Piloto de desenvolvimento | Piloto de desenvolvimento |
| 2018      | Fórmula 3 Europeia da FIA            | Prema Theodore Racing        | 30                        | 2                         | 3                         | 1                         | 6                         | 203                       | 8.º                       |
| 2018      | Grande Prémio de Macau               | SJM Theodore Racing by Prema | 1                         | 0                         | 0                         | 0                         | 0                         | N/A                       | 11.º                      |
| 2019      | Fórmula 2                            | UNI-Virtuosi Racing          | 22                        | 0                         | 1                         | 2                         | 5                         | 140                       | 7.º                       |
| 2020      | Fórmula 2                            | UNI-Virtuosi Racing          | 24                        | 1                         | 1                         | 4                         | 6                         | 151.5                     | 6.º                       |
| 2020      | Fórmula 1                            | Renault DP World F1 Team     | Piloto de testes          | Piloto de testes          | Piloto de testes          | Piloto de testes          | Piloto de testes          | Piloto de testes          | Piloto de testes          |
| 2021      | Fórmula 2                            | UNI-Virtuosi Racing          | 22                        | 4                         | 1                         | 1                         | 9                         | 183                       | 3.º                       |
| 2021      | Fórmula 3 Asiática                   | Abu Dhabi Racing by Prema    | 15                        | 4                         | 5                         | 5                         | 11                        | 257                       | 1.º                       |
| 2021      | Fórmula 1                            | Alpine F1 Team               | Piloto de testes          | Piloto de testes          | Piloto de testes          | Piloto de testes          | Piloto de testes          | Piloto de testes          | Piloto de testes          |

### Resultados na Fórmula 1
(legenda) (resultados em negrito indicam pole position; resultados em itálico indicam volta mais rápida)
| Temporada | Equipe                    | Chassis         | Motor                   | 1      | 2      | 3      | 4       | 5       | 6       | 7      | 8       | 9      | 10      | 11     | 12      | 13      | 14      | 15     | 16     | 17      | 18     | 19     | 20      | 21     | 22     | 23    | 24     | Class. | Pontos |   |
| --------- | ------------------------- | --------------- | ----------------------- | ------ | ------ | ------ | ------- | ------- | ------- | ------ | ------- | ------ | ------- | ------ | ------- | ------- | ------- | ------ | ------ | ------- | ------ | ------ | ------- | ------ | ------ | ----- | ------ | ------ | ------ | - |
| 2022      | Alfa Romeo F1 Team Orlen  | Alfa Romeo C42  | Ferrari 066/7 1.6 V6 t  | BAR 10 | ARA 11 | AUS 11 | EMI 15  | MIA Ret | ESP Ret | MON 16 | AZE Ret | CAN 8  | GBR Ret | AUT 14 | FRA 16† | HUN 13  | BEL 14  | PBS 16 | ITA 10 | SIN Ret | JAP 16 | EUA 11 | CMX 13  | SAO 12 | ABU 12 |       |        | 18º    | 6      | 6 |
| 2023      | Alfa Romeo F1 Team Stake  | Alfa Romeo C43  | Ferrari 066/10 1.6 V6 t | BHR 16 | SAU 13 | AUS 9  | AZE Ret | MIA 16  | MON 13  | ESP 9  | CAN 16  | AUT 12 | GBR 15  | HUN 16 | BEL 13  | NED Ret | ITA 14  | SIN 12 | JPN 13 | QAT 9   | USA 13 | MXC 15 | SAP Ret | LAS 15 | ABU 17 |       |        | 18º    | 6      |   |
| 2024      | Stake F1 Team Kick Sauber | Kick Sauber C44 | Ferrari 1.6 V6 t        | BHR 11 | SAU 18 | AUS 15 | JPN Ret | CHN 14  | MIA 14  | EMI 15 | MON 16  | CAN 15 | ESP 13  | AUT 17 | GBR 18  | HUN 19  | BEL Ret | NED 20 | ITA 18 | AZE 14  | SIN 15 | USA 19 | MXC 15  | SAP 15 | LAS 13 | QAT 8 | ABU 13 | 20º    | 4      |   |

Notas
* Temporada ainda em andamento.
† – O piloto não terminou a prova, mas foi classificado por ter completado 90% da corrida.